# Юсуф Вананди
Юсуф Вананди (индон. Jusuf Wanandi; Савахлунто, Западная Суматра) — индонезийский политик, активный участник антикоммунистической кампании 1965—1966 и свержения Сукарно. Один из руководителей студенческого союза КАМИ и правокатолического движения. При режиме Сухарто — видный деятель «нового порядка», функционер Голкара, руководитель «мозгового центра» CSIS. Считается ведущим политическим стратегом индонезийской католической общины. Старший брат крупного предпринимателя Софьяна Вананди.

## Студент-активист
Родился в католической семье китайского происхождения. При рождении получил имя Льем Бянь Ки, которое в подростковом возрасте сменил на индонезийское. Отец Юсуфа Вананди был предпринимателем, владел магазином и прачечной.
Среднее образование Юсуф Вананди получил в Паданге. Переехал в Джакарту, учился в иезуитском колледже Канисиус. Поступил в Университет Индонезия, окончил юридический факультет. Приобрёл специальность адвоката.
Юсуф Вананди придерживался правых политических взглядов, был оппозиционно настроен к режиму Сукарно. Состоял в руководстве католического студенческого союза PMKRI. Был учеником католического проповедника-иезуита Йоопа Бека, прошёл подпольные курсы политической и боевой подготовки KASBUL. Исповедовал идеологию Патера Бека — социальный католицизм, антикоммунизм, антиисламизм.

Для нас это была борьба не на жизнь, а на смерть. Мы были готовы на всё. Наши люди в любой момент могли уйти в подполье и начать активную борьбу, если бы коммунисты взяли верх.

Юсуф Вананди

## В антикоммунистической кампании
30 сентября 1965 года прокоммунистическая группа Унтунга совершила попытку военного переворота. Путч был подавлен войсками под командованием Сухарто и Сарво Эдди. В Индонезии началась мощная антикоммунистическая кампания, сопровождавшаяся массовыми убийствами членов и сторонников КПИ. Юсуф Вананди активно включился в события. Боевики KASBUL и PMKRI, вместе с мусульманской молодёжью, громили в Джакарте штаб-квартиру КПИ 8 октября 1965.
25 октября 1965 Космас Батубара, Юсуф Вананди, Софьян Вананди, Акбар Танджунг, Давид Напитупулу, Абдул Гафур, Гарри Тян Силалахи создали Союз действия студентов Индонезии (КАМИ). Боевики КАМИ активно участвовали в разгроме КПИ, в том числе в убийствах, и в демонстрациях против правительства Сукарно. Они действовали в тесном взаимодействии с армией, особенно парашютно-десантным спецподразделением Сарво Эдди, и с комитетом правомусульманских организаций Субхана ЗЭ. Католические активисты, в том числе братья Вананди, сыграли важную роль в разгроме компартии и свержении Сукарно.
Впоследствии, говоря о жестокостях резни, Юсуф Вананди возлагал ответственность на Сукарно. По его словам, если бы президент заранее запретил КПИ, не возникло бы нужды в насилии.

## Функционер «нового порядка»
При «новом порядке» Юсуф Вананди стал одним из ведущих гражданских политиков. Апогей его влияния пришёл на период 1966—1975, когда Сухарто ориентировался на католические круги и его главным политическим советником являлся Йооп Бек.
Юсуф Вананди был крупным функционером правящей партии Голкар и депутатом парламента. Консультировал высшее военно-политическое руководство, включая президента Сухарто. Курировал систему образования, выступал как идеолог режима. В военно-политическом руководстве ориентировался на радикальную группу Сарво Эдди. В 1971 Юсуф Вананди стал соучредителем Центра стратегических и международных исследований (CSIS), вырабатывавшего политические рекомендации для правительства Индонезии. Организовывал информационно-политическое обеспечение индонезийского вторжения на Восточный Тимор.
В то же время Юсуф Вананди не являлся безоговорочным сторонником Сухарто:

Он помог Сухарто приди к власти в 1965 году, а затем сожалел, что генерал так долго остаётся у власти. Он перестроил Голкар в 1970—1971 годах, а затем разочаровался в этой партии, превратившейся в инструмент личной власти Сухарто. Он возглавлял PR-кампанию, чтобы оправдать вторжение в Восточный Тимор 1975 года, а затем обвинял армию в чрезмерной жестокости к повстанцам.

С середины 1970-х политический курс Сухарто претерпел изменения. Правительство пошло на некоторую либерализацию и сблизилось с мусульманскими политическими кругами. Влияние представителей KASBUL и CSIS заметно снизилось. Однако Юсуф Вананди оставался видным политиком, представлял Индонезию в неправительственных международных организациях.

## Стратег католической политики
Юсуф Вананди принимал активное участие в событиях 1998 года, связанных с отставкой Сухарто и организацией переходного периода. Среди гражданских политиков именно он пользовался наибольшим доверием армейских кругов. Активно контактировал с Леонардусом Беньямином Мурдани.
После смены режима Юсуф Вананди остаётся одним из ведущих лидеров католической общины Индонезии. Занимает ряд постов в CSIS и структурах Азиатско-Тихоокеанского экономического сотрудничества. Состоит в руководстве влиятельной джакартской англоязычной газеты The Jakarta Post, периодически публикуется в издании. Считается ведущим лидером и стратегом индонезийского политического католицизма, определяет политику современной структуры KASBUL.

Мы с Софьяном продолжаем выполнять свою жизненную миссию.

Во многом под влиянием Юсуфа Вананди католические структуры сориентировалась на поддержку Джокови на президентских выборах 2014 года. Ресурс CSIS был использован для победы Джокови над Прабово Субианто. При этом отмечается, что Джокови представлял левоцентристские силы, тогда как Прабово Субианто — правую мусульманскую коалицию. Антикоммунизм не помешал братьям Вананди поддержать политика, более левого, но более приемлемого для индонезийских католиков в противостоянии с мусульманами.
В 1998 году была издана книга Юсуфа Вананди Menyibak Tabir Orde Baru: Memoar Politik Indonesia 1965—1998 — За кулисами Нового порядка: воспоминания индонезийского политика 1965—1968 (в англоязычном издании 2012 года: Shades of Grey: A Political Memoir of Modern Indonesia 1965—1998 — Оттенки серого: политические мемуары современной Индонезии 1965—1998). Автор описывает сложные политические ситуации и жёсткие конфликты периода правления Сухарто.

## Награды[11]
- Командор ордена «За заслуги перед Федеративной Республикой Германия» (1995 год, Германия)
- Командор ордена «За заслуги перед Итальянской Республикой» (2002 год, Италия)
- Орден Восходящего солнца 2 степени (2015 год, Япония)